# Wiry-au-Mont
Wiry-au-Mont là một xã ở tỉnh Somme, vùng Hauts-de-France, Pháp.

## Địa lý
Thị trấn này có cự ly khoảng 10 dặm Anh (16 km) về phía nam của Abbeville, trên đường D933.

## Dân số
| 1962                                                  | 1968 | 1975 | 1982 | 1990 | 1999 |
| ----------------------------------------------------- | ---- | ---- | ---- | ---- | ---- |
| 116                                                   | 116  | 118  | 111  | 92   | 96   |
| Số liệu dân số từ năm 1962, dân số không tính hai lần |      |      |      |      |      |